# Hummankari
Hummankari är en ö i Finland. Den ligger i Skärgårdshavet och i kommunen Pargas i landskapet Egentliga Finland, i den sydvästra delen av landet. Ön ligger omkring 42 kilometer sydväst om Åbo och omkring 190 kilometer väster om Helsingfors.
Öns area är 2,1 hektar och dess största längd är 210 meter i öst-västlig riktning. Närmaste större samhälle är Nagu, 19,5 km sydost om Hummankari.